# Mesochorus inclusus
Mesochorus inclusus là một loài tò vò trong họ Ichneumonidae.